# انفتاح (لسانيات)
الانفتاح لغةً: الافتراق واصطلاحًا: هو تباعد اللسان قليلًا عن الحنك الأعلى عند النطق بالحرف، وحروفها اربعة وعشرون، وهي ما عدا حروف الإطباق.